# Aéroport de Zaria
L'aéroport de Zaria est un aéroport situé au Nigeria.